# فرودگاه پورتیمائو
فرودگاه پورتیمائو (به انگلیسی: Portimão Airport) (به زبان بومی: Aeródromo Municipal de Portimão) یک فرودگاه همگانی با کد یاتا PRM است . این فرودگاه در شهر پرتیمانو کشور پرتغال قرار دارد و در ارتفاع ۲ متری از سطح دریا واقع شده است.